# Wanderweg Sachsenring

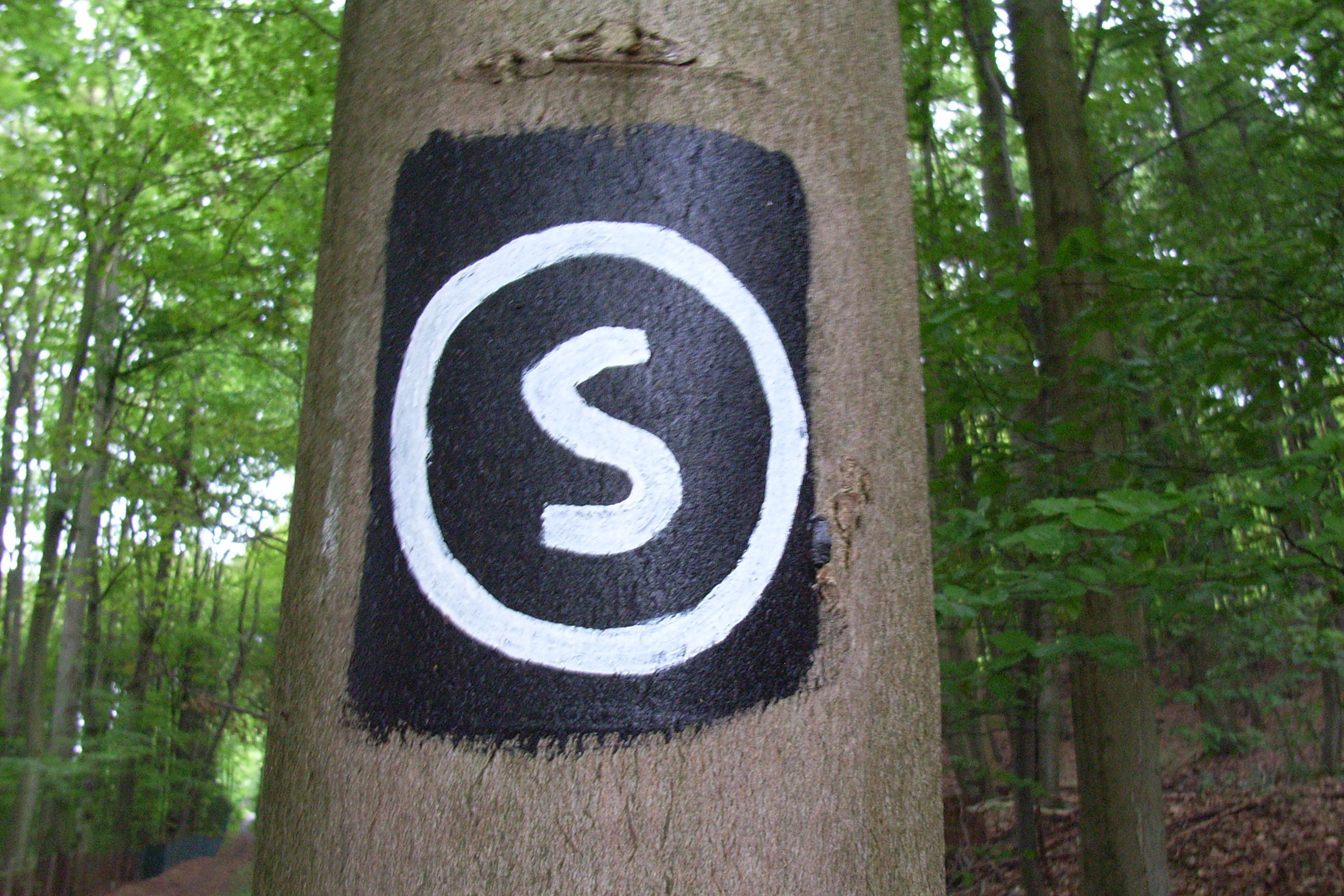
Wanderzeichen

Der Wanderweg Sachsenring ist ein 18 Kilometer langer Rundwanderweg um die ostwestfälische Stadt Bad Driburg mit der Wegmarkierung „S“. Der Weg ist an vielen Möglichkeiten aus der Stadt zu erreichen und kann somit in individuellen Abschnitten erwandert werden. Entlang der Strecke sind in geringer Entfernung der gräfliche Park oder die Sachsenklause auf der Iburg erreichbar. Hier sind auch der Aussichtsturm Kaiser-Karls-Turm und die Burgruinen der Iburg zu besichtigen. Auf dem Steinberg führt der Weg durch den Buddenbergpark, einem Arboretum. Ferner liegen bronzezeitliche Grabhügel, Gedenksteine und -kreuze entlang des Weges. Am Fuße des Eggegebirges befindet sich an der Bollerwienquelle ein Tretbecken.

## Infos
- Online-Karte des Sachsenrings auf Basis der Daten von Openstreetmap
- Wanderkarte NRW Nr. 63 „Eggegebirge“ (Nordteil)
- EGV Informationsfolder: „Sachsenring, Landdrostenweg, Historische Glashüttenwanderwege, Aa-Nethe-Rundwanderweg“,
- Lippert „Das Eggegebirge und sein Vorland“